# ICOOP생협연대
iCOOP생협사업연합회는 2000년 6월 27일 설립된 대한민국 농림축산식품부 소관의 사단법인이다. 사무실은 경기도 군포시 당동 14-1 아이벨리 401호에 있다.

## 주요 사업
- 생산지-소비자 물류 배송 사업
- 신규 생산지/가공 생산지 개발
- 신규 물품 개발
- 도농교류사업

## 같이 보기
- ICOOP생협
- 구례자연드림파크
- 공정무역